# Roy Fowler
Henry Roy Fowler (ur. 26 marca 1934 w Longsdon w pobliżu Leek, zm. 27 czerwca 2009) – brytyjski lekkoatleta, długodystansowiec, medalista mistrzostw Europy z 1962.
Zdobył brązowy medal w biegu na 10 000 metrów na mistrzostwach Europy w 1962 w Belgradzie, przegrywając jedynie z Piotrem Bołotnikowem ze Związku Radzieckiego i Friedrichem Janke ze wspólnej reprezentacji Niemiec. Jako reprezentant Anglii dwukrotnie wystąpił na igrzyskach Imperium Brytyjskiego i Wspólnoty Brytyjskiej. W Perth w 1962 zajął 8. miejsce w biegu na 6 mil, a w Kingston w 1966 Nie ukończył tej konkurencji.
Odnosił wiele sukcesów w międzynarodowych mistrzostwach w biegach przełajowych (poprzedniku mistrzostw świata w biegach przełajowych). Zwyciężył w nich w 1963, a w 1968 zdobył brązowy medal. Zespół Anglii z Fowlerem zwyciężył w rywalizacji drużynowej w 1966 i 1968, zdobyła srebrny medal w 1961 i brązowy w 1963.
Fowler był mistrzem Wielkiej Brytanii (AAA) w biegu na 6 mil w 1962. Zdobył srebrny medal w 1963 i brązowy medal w 1968 w mistrzostwach Anglii w biegu przełajowym.
Złoty medalista mistrzostw świata weteranów w biegu na 5000 metrów w 1975 oraz w biegu na 10 000 metrów w 1975 i 1977.